# أرينا كومبتاري
أرينا كومبتاري هو ملعب كرة قدم يقع في مدينة تيرانا، ألبانيا ويتسع لحوالي 22،500 مشجع. في مايو 2022 أقيم على الملعب نهائي دوري المؤتمر الأوروبي 2022 بين نادي روما ونادي فاينورد.